# Goera quadripunctata
Goera quadripunctata is een schietmot uit de familie Goeridae. De soort komt voor in het Oriëntaals gebied.